# Свазіленд на літніх Олімпійських іграх 1984
Есватіні брав участь у Літніх Олімпійських іграх 1984 року в Лос-Анджелесі (США), після дванадцятирічної перерви, вдруге за свою історію, але не завоював жодної медалі.